# Сен-Мартен-лез-О
Сен-Марте́н-лез-О (фр. Saint-Martin-les-Eaux, окс. Sant Martin deis Aigas) — коммуна во Франции, находится в регионе Прованс — Альпы — Лазурный Берег. Департамент коммуны — Альпы Верхнего Прованса. Входит в состав кантона Северный Маноск. Округ коммуны — Форкалькье.
Код INSEE коммуны — 04190.

## Население
Население коммуны на 2008 год составляло 99 человек.
| 1962 | 1968 | 1982 | 1990 | 1999 | 2008 |
| ---- | ---- | ---- | ---- | ---- | ---- |
| 53   | 31   | 37   | 69   | 104  | 99   |

## Климат
Сен-Мартен-лез-О не имеет своей метеостанции, ближайшая находится в Маноске.
| Показатель                          | Янв. | Фев. | Март | Апр. | Май  | Июнь | Июль | Авг. | Сен. | Окт. | Нояб. | Дек. | Год  |
| ----------------------------------- | ---- | ---- | ---- | ---- | ---- | ---- | ---- | ---- | ---- | ---- | ----- | ---- | ---- |
| Средний суточный максимум, °C       | 9,5  | 11,1 | 14,4 | 16,8 | 21,7 | 25,1 | 29,7 | 29,5 | 24,8 | 19,2 | 13,3  | 9,7  | 18,7 |
| Средняя температура, °C             | 4,6  | 5,7  | 8,4  | 10,8 | 15   | 18,6 | 22   | 21,5 | 18   | 13,5 | 8,1   | 5,1  | 12,6 |
| Средний суточный минимум, °C        | −0,3 | 0,4  | 2,4  | 4,8  | 8,6  | 12,1 | 14,8 | 14,3 | 11,6 | 7,9  | 2,9   | 0,5  | 6,6  |
| Норма осадков, мм                   | 60   | 50   | 51   | 69   | 60   | 53   | 36   | 52   | 77   | 91   | 65    | 59   | 723  |
| Источник: Relevés météo de Manosque |      |      |      |      |      |      |      |      |      |      |       |      |      |

## Экономика
В 2007 году среди 72 человек в трудоспособном возрасте (15—64 лет) 54 были экономически активными, 18 — неактивными (показатель активности — 75,0 %, в 1999 году было 80,0 %). Из 54 активных работали 48 человек (27 мужчин и 21 женщина), безработных было 6 (2 мужчин и 4 женщины). Среди 18 неактивных 7 человек были учениками или студентами, 5 — пенсионерами, 6 были неактивными по другим причинам.

## Фотогалерея

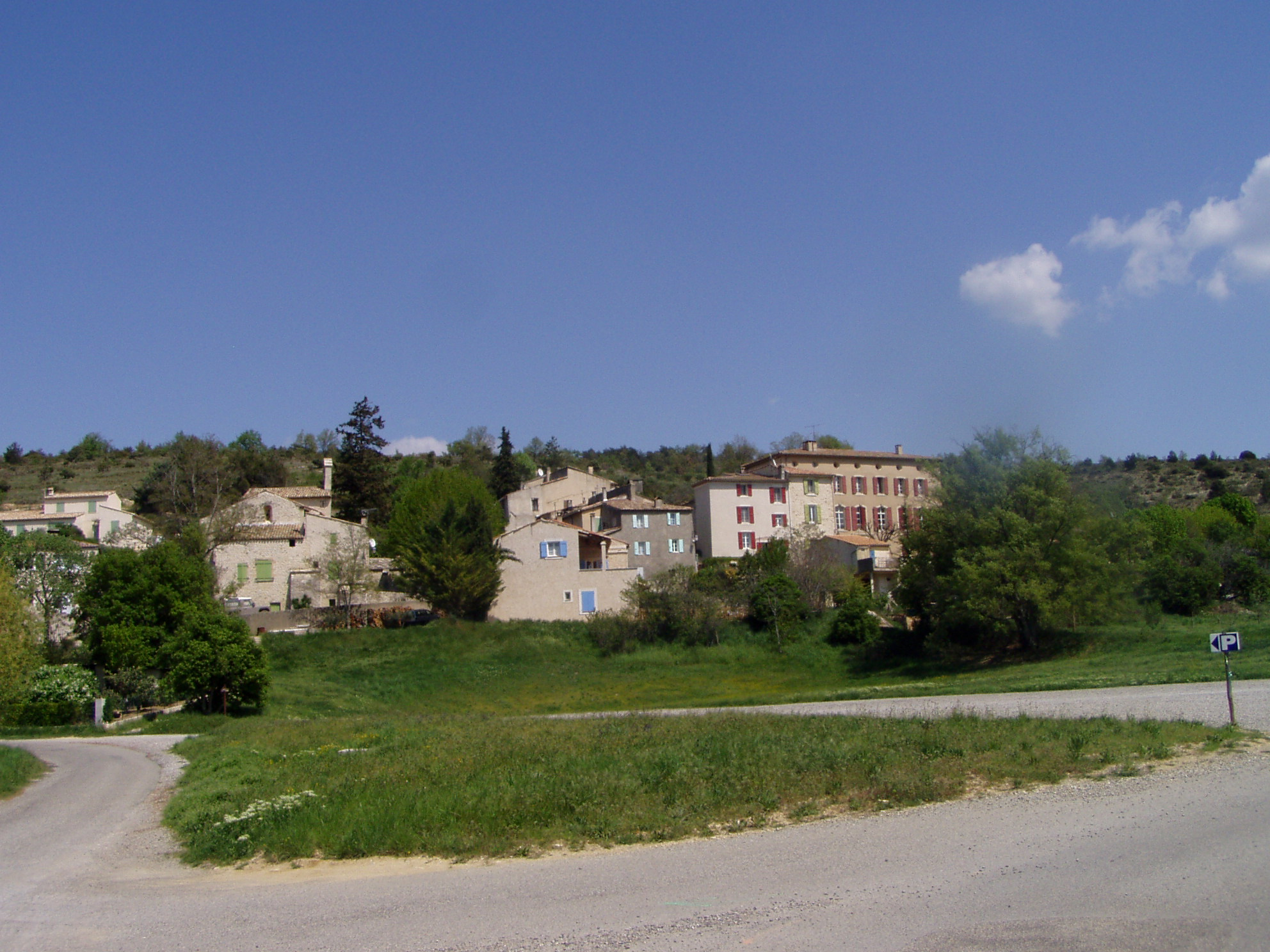
Сен-Мартен-лез-О
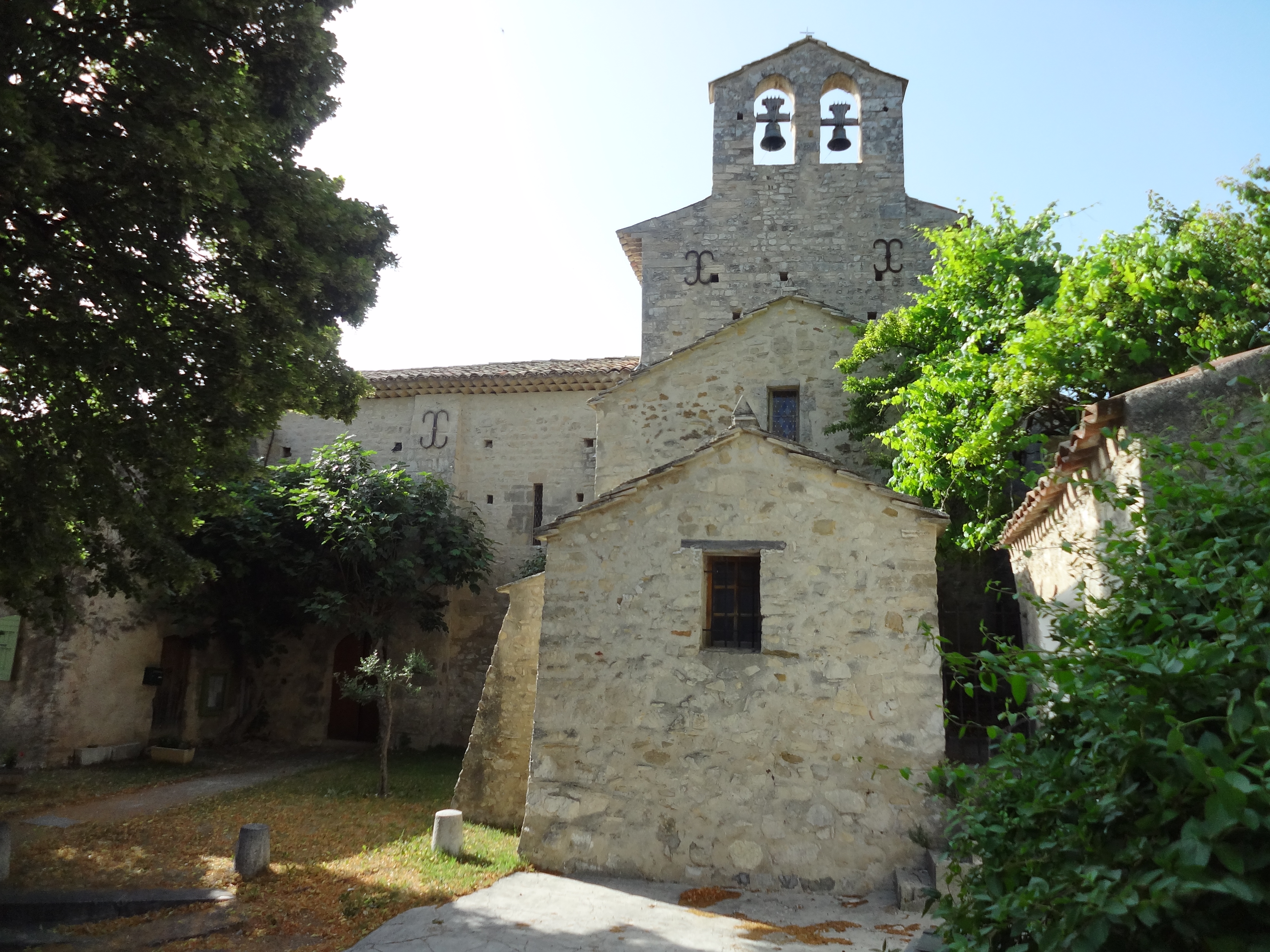
Церковь
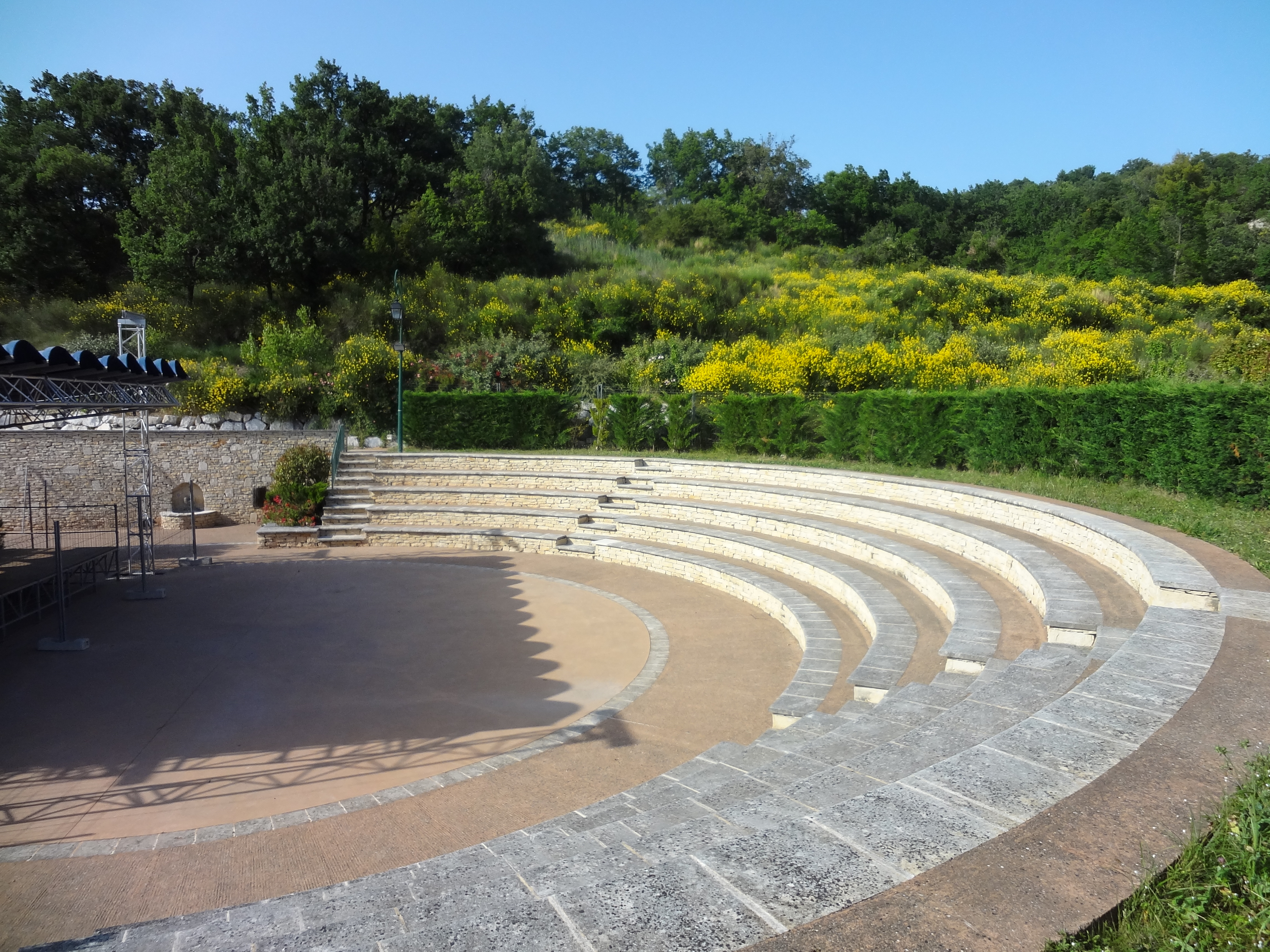
Амфитеатр